# Port lotniczy Mariehamn
Port lotniczy Mariehamn (IATA: MHQ, ICAO: EFMA) – port lotniczy położony 3 km na północny zachód od centrum Mariehamn, na Wyspach Alandzkich.

## Linie lotnicze i połączenia
| Linia lotnicza | Kierunek                      |
| -------------- | ----------------------------- |
| Amapola Flyg   | 1. Sztokholm-Arlanda 2. Turku |
| Finnair        | 1. Helsinki                   |

### Cargo i czartery
- Turku Air
- Nordic Solutions Air Services